# لاندونتاون (مریلند)
لاندونتاون (به انگلیسی: Londontowne) یک منطقهٔ مسکونی در ایالات متحده آمریکا است که در شهرستان آنا آروندل، مریلند واقع شده‌است. لاندونتاون ۹٫۸ کیلومتر مربع مساحت و ۷٬۵۹۵ نفر جمعیت دارد و ۸ متر بالاتر از سطح دریا واقع شده‌است.